# Boeing Model 8
Boeing Model 8 là một máy bay hai tầng cánh do Boeing thiết kế đặc biệt cho Herb Munter - phi công thử nghiệm đầu tiên của hãng. Thân máy bay được bọc bởi gỗ dán, với một khoang phía trước chở được 2 hành khách và phi công ở khoang sau. Model 8 bay lần đầu vào năm 1920, và là chiếc máy bay đầu tiên bay qua Núi Rainier. Năm 1923, nó bị phá hủy do nhà chứa máy bay tại Kent, Washington bị hỏa hoạn.

## Thông số kỹ thuật
Dữ liệu: Bowers, 1989. trang 54.

### Đặc điểm riêng
- Phi đoàn: 1
- Sức chứa: 2 hành khách
- Chiều dài: không xác định
- Sải cánh: 44 ft 9 in (m)
- Chiều cao: 10 ft 10 in (m)
- Diện tích cánh: 465 ft² (m²)
- Trọng lượng rỗng: 1.652 lb (kg)
- Trọng lượng cất cánh: 2.632 lb (kg)
- Trọng lượng cất cánh tối đa:
- Động cơ: 1 × Hall-Scott L-6, 200 hp (kW)

### Hiệu suất bay
- Vận tốc cực đại: 100 mph (km/h)
- Vận tốc hành trình: 90 mph (km/h)
- Tầm bay: 450 dặm (km)
- Trần bay: 15.000 ft (m)
- Vận tốc lên cao:
- Lực nâng của cánh:
- Lực đẩy/trọng lượng: